# Madame Bellecour
Rose Perrine le Roy de la Corbinaye, född 1730, död 1799, var en fransk skådespelare. Hon var känd under artistnamnet Madame Bellecour på Comédie-Française i Paris, där hon var engagerad 1749-1790.   Hon var främst uppmärksammad i subrettroller. 